# 지방도 제1121호선
지방도 제1121호선(제안로)은 대한민국 제주특별자치도 서귀포시 안덕면 사계리 산방산삼거리와 제주시 노형동까지 잇는 제주특별자치도의 지방도이다. 제주시와 서귀포시 안덕면 사이를 지나는 도로라서 제안로라는 도로명을 가지고 있다. 도로구간 중 금악~상가간 8.47 km 구간은 공사 중이며 이 구간은 2016년에 개통했다. 광령 ~ 노형 구간과 오설록 ~ 금악교차로 구간은 미개설 구간이다.
제주시의 서부 지역에 위치하여 제주개척단지에서 서부 지역으로 이동할 때 소요시간을 단축시켜 주는 역할을 하고 있다. 이 도로 주변에는 항몽유적지, 빌레못동굴, 금산공원 등의 관광지와 골프장이 있다.

## 역사
- 2003년 4월 7일: 제주시 노형동과 남제주군 안덕면 사계리를 잇는 연장 41.7km의 지방도 제1121호 제안로 노선을 신설[2]
- 2016년 1월 29일: 금악 ~ 상가간 도로(제주시 한림읍 금악리 ~ 애월읍 상가리) 8.47 km 구간 신설 개통[3]

## 주요 경유지
- 서귀포시
  - 안덕면 산방산삼거리 - 사계리 - 덕수초교앞 교차로 - 덕수초등학교 - 덕수리 - 덕수1 교차로 - 서광서리 교차로 - (미개통 구간: 서광리)
  - 대정읍
- 제주시
  - 한경면 (미개통 구간: 저지리)
  - 한림읍 (미개통 구간: 금악리) - 금악리 교차로 - 금악보건진료소 - 금악2 교차로 - 월각 교차로 - 상대리
  - 애월읍 봉성리 - (회전 교차로) - 어음리 - 납읍리 - 상가리 - 소길리 - 장전리 - 유수암리 - 상귀리 - 고성리 - 광령4 교차로 - (미개통 구간: 광령리)
  - 노형동 (미개통 구간: 해안동 - 노형동)

## 도로명
- 서귀포시 안덕면 산방산삼거리 ~ 사계리: 사계북로
- 서귀포시 안덕면 사계리 ~ 덕수초교앞 교차로: 사계로
- 서귀포시 안덕면 덕수초교앞 교차로 ~ 덕수1 교차로: 덕수서로
- 서귀포시 안덕면 덕수1 교차로 ~ 서광서리 교차로: 서광남로
- 제주시 한림읍 금악리 교차로 ~ 금악2 교차로: 금악로
- 제주시 애월읍 금악1 교차로 ~ 송낙 교차로: 금가로
- 제주시 애월읍 상가리 ~ 광령4 교차로: 광상로